# Великий Розділ
Великий Розділ — колишнє село в Доманівському районі Миколаївської області.

## Стислі відомості
Знаходилося в Доманівському районі Миколаївської області.
В часі Голодомору 1932—1933 років від нелюдської смерті помирали люди. Кількість жертв не встановлена..